# 晴ノ海弥太郎
晴ノ海 弥太郎（はれのうみ やたろう、1898年12月6日 - 1970年12月23日）は、現在の高知県土佐市出身で友綱部屋に所属した元大相撲力士。本名は中西 弥太郎（なかにし やたろう）。176cm、86kg。最高位は東前頭12枚目。得意技は突っ張り、右四つ、下手投げ。

## 経歴
祖父や父の影響を受けて子供の時から土地相撲で活躍した。1915年5月場所で初土俵を踏む。順調に番付を上げていき、1923年1月場所で十両昇進。7代友綱の部屋継承以降新しい力士が中々育たなかった友綱部屋からの待望の関取であった。十両昇進後は苦戦していたが、1928年5月場所に新入幕を果たした。しかし、幕内は2場所しか務められず、現役晩年は十両で相撲を取り続けた。1931年10月場所限りで廃業した。廃業後は神奈川県川崎市に移り、おでん屋を営んでいた。

## 主な成績
- 通算成績：159勝159敗17休4預 勝率.500
- 幕内成績：9勝13敗 勝率.409
- 現役在位：44場所
- 幕内在位：2場所

### 場所別成績
| 1915年 （大正4年） | （前相撲）           | x                 | 西序ノ口14枚目 1–2–1 1預 | x                       |
| 1916年 （大正5年） | 西序ノ口5枚目 2–3    | x                 | 西序二段92枚目 3–2       | x                       |
| 1917年 （大正6年） | 東序二段45枚目 3–2   | x                 | 西序二段37枚目 3–1 1預   | x                       |
| 1918年 （大正7年） | 西三段目60枚目 2–3   | x                 | 東三段目63枚目 2–2 1預   | x                       |
| 1919年 （大正8年） | 西三段目44枚目 1–2–2 | x                 | 東三段目54枚目 3–1 1預   | x                       |
| 1920年 （大正9年） | 西三段目23枚目 2–3   | x                 | 東三段目30枚目 4–1       | x                       |
| 1921年 （大正10年） | 東幕下43枚目 3–2     | x                 | 東幕下26枚目 2–3         | x                       |
| 1922年 （大正11年） | 東幕下31枚目 3–2     | x                 | 東幕下14枚目 2–3         | x                       |
| 1923年 （大正12年） | 東幕下19枚目 6–4     | x                 | 東幕下10枚目 4–1         | x                       |
| 1924年 （大正13年） | 東十両9枚目 2–3      | x                 | 西十両13枚目 4–2         | x                       |
| 1925年 （大正14年） | 東十両4枚目 2–2      | x                 | 東十両11枚目 4–2         | x                       |
| 1926年 （大正15年） | 東十両4枚目 3–5      | x                 | 東幕下筆頭 4–2           | x                       |
| 1927年 （昭和2年） | 西十両7枚目 4–2      | 西十両7枚目 6–5   | 西十両4枚目 5–4          | 西十両5枚目 4–7         |
| 1928年 （昭和3年） | 東十両2枚目 7–3–1    | 東十両6枚目 5–4–2 | 東前頭12枚目 6–5         | 東前頭12枚目 3–8        |
| 1929年 （昭和4年） | 東十両2枚目 3–8      | 東十両2枚目 7–4   | 西十両3枚目 5–6          | 西十両3枚目 3–8         |
| 1930年 （昭和5年） | 東十両8枚目 4–7      | 東十両8枚目 9–2   | 東十両4枚目 4–7          | 東十両4枚目 7–4         |
| 1931年 （昭和6年） | 東十両4枚目 4–7      | 東十両4枚目 3–8   | 東十両5枚目 4–7          | 東十両5枚目 引退 0–0–11 |
| 各欄の数字は、「勝ち-負け-休場」を示す。 優勝 引退 休場 十両 幕下 三賞：敢=敢闘賞、殊=殊勲賞、技=技能賞 その他：★=金星 番付階級：幕内 - 十両 - 幕下 - 三段目 - 序二段 - 序ノ口 幕内序列：横綱 - 大関 - 関脇 - 小結 - 前頭（「#数字」は各位内の序列） |                      |                   |                          |                         |

## 改名歴
- 晴ノ海 弥太郎（はれのうみ やたろう）1915年1月場所 - 1931年10月場所